# Муларони, Антонелла
Антоне́лла Муларо́ни (итал. Antonella Mularoni; род. 27 сентября 1961, Сан-Марино) — сан-маринский политик, Государственный секретарь (министр) по иностранным и политическим делам, телекоммуникациям и транспорту Сан-Марино с 4 декабря 2008 по 5 декабря 2012 года. Капитан-регент Сан-Марино с 1 апреля по 1 октября 2013 года, избрана вместе с Денисом Амичи.

## Биография
В 1986 году окончила юридический факультет Болонского университета. С июля 1986 по июль 1987 года она была политическим секретарём министра финансов, бюджета и экономического планирования, а затем до декабря 1990 года директором Управления по связям с гражданами Сан-Марино, живущими за рубежом. Одновременно, с 23 октября 1989 по 13 декабря 1990 года, была заместителем Постоянного представителя Сан-Марино в Совете Европы.
В 1991—2001 годах Муларони работала в качестве адвоката и нотариуса. С 1993 по 2001 год избиралась депутатом Большого Генерального совета (парламента). Она входила в состав специальной комиссии, ответственной за разработку нового Уголовно-процессуального кодекса. С 1 ноября 2001 по 1 октября 2008 года была членом Европейского суда по правам человека в Страсбурге.
После победы правоцентристской коалиции на парламентских выборах 9 ноября 2008 года, Антонелла Муларони вновь получила мандат депутата парламента, а 24 ноября 2008 года была назначена государственным секретарём по иностранным и политическим делам, телекоммуникациям и транспорту. 4 декабря 2008 года приведена к присяге вместе с новым правительством. Находилась на этом посту до декабря 2012 года, когда её сменил Паскуале Валентини.
С 1 апреля по 1 октября 2013 года занимала вместе с Денисом Амичи пост капитана-регента Сан-Марино.